# Shewanella baltica
Shewanella baltica DSS12 ( S. violacea ) es una bacteria gramnegativa.  Su tipo de deformación es NCTC 10735.  Es de particular importancia en el deterioro de los peces.

## Otras lecturas
- Amiri-Jami, Mitra; Wang, Haifeng; Kakuda, Yukio; Griffiths, Mansel W. (2006). «Enhancement of Polyunsaturated Fatty Acid Production by Tn5 Transposon in Shewanella baltica». Biotechnology Letters 28 (15): 1187-1192. ISSN 0141-5492. doi:10.1007/s10529-006-9077-8.